# Little Grimsby
Little Grimsby – wieś w Anglii, w Lincolnshire. W 1961 roku civil parish liczyła 44 mieszkańców. Little Grimsby jest wspomniana w Domesday Book (1086) jako Grimesby.